# Херманс, Йоханнес
Йоханнес (Иоаннес) Херманс, по прозванию Монсу Аврора (нидерл. Joannes Hermans, Monsú Aurora; ок. 1630, Антверпен — ок. 1665) — южно-нидерландский (фламандский) живописец, мастер натюрмортов с дичью, фруктами и цветами и картин с изображениями животных. Работал в Нидерландах и в Италии.

## Биография
Подробностей о жизни Йоханнеса Херманса сохранилось мало. Считается, что он родился в Антверпене. Там же в 1644 году он был зарегистрирован как ученик малоизвестного художника Адриана Вилленхудта. Предполагается, что он также работал в антверпенской мастерской художника натюрмортов и анималиста Яна Фейта, поскольку его рука заметна в их совместной картине.
Йоханнес путешествовал по Италии, в период с 1657 по 1665 год он был известен в Риме, где и получил прозвание Монсу Аврора. В Риме он пользовался покровительством Камилло Франческо Марии Памфили. Он написал большое панно из тридцати восьми композиций, изображающих животных, как убитых на охоте, так и живых, некоторых на фоне болотистого пейзажа. Они вошли в серию картин, которую Памфили заказал для своего римского палаццо.
Херманс также пользовался покровительством семей Корсини, Колонна и Империали, о чём свидетельствует наличие его работ в соответствующих римских описях. Его композициями также восхищались фламандский анималист Давид де Конинк и итальянский мастер натюрморта Пьетро Наварра, оба работали в Риме во второй половине XVII века.
В 1665 году художник вернулся в Антверпен и стал мастером местной Гильдии Святого Луки. Неясно, когда и где он умер, но, вероятно, это произошло около 1665 года либо позже, но не позднее 1687.

## Творчество
Йоханнес Херманс писал животных и натюрморты с цветами и фруктами. Но из его антверпенского периода известна всего одна подписанная им картина. Только в 1970-х годах художник, известный в Италии как «Монсо Аврора», был отождествлен с Йоханнесом Хермансом на основании монограммы «JHF» (Joannes Hermans Fecit) на одной из картин во дворце Памфили.
Йоханнес Херманс писал грандиозные натюрморты, сочетающие человеческие фигуры, цветы и фрукты. Они в некотором отношении предвосхищают масштабные барочные композиции из цветов, фруктов и животных прибывшего в Рим в 1653 году Абрахама Брейгеля. Как Йоханнес, так и Брейгель, в отличие от своих предшественников, сумели объединить фламандское декоративное изобилие и эстетику высокого барокко своих итальянских современников, таких как Микеланджело дель Кампидольо и Микеланджело Черквоцци. Примером столь масштабной композиции Херманса является «Натюрморт вокруг бюста Цереры» 1653 года.
Херманс также писал «картины с цветочными гирляндами» (нидерл. bloemenslingerschilderijen), изобретённые в Антверпене в начале XVII века дедом Абрахама — Яном Брейгелем Старшим. Ведущие фламандские художники, такие как Амброзиус Брейгель, Питер ван Авонт, Дэниель Зегерс, распространили эту разновидность живописи за границами Нидерландов. Такие картины изначально изображали цветок, реже фруктовую гирлянду, окружающую религиозное изображение. В более позднем развитии в цветочном обрамлении писали самые разные сюжеты, портреты и мифологические композиции, аллегорические сцены и пейзажи.
Известно, что Херманс сотрудничал с многими художниками. «Натюрморт с фруктами, охотничьими трофеями, попугаем, кошкой и собакой» — результат сотрудничества с фламандским художником-анималистом Яном Фейтом. В этой картине каждый художник отвечал за разные части. Общую композицию создал Фейт, который также писал животных (мёртвый заяц, куропатки и собака). Завершение картины было поручено ассистенту мастерской. Хотя ассистент обычно оставался анонимным, в данном случае он был идентифицирован как Йоханнес Херманс. В подписанном и датированном «Натюрморте» Херманса вокруг бюста Цереры 1653 года можно увидеть того же хохлатого попугая, а фрукты изображены почти идентично.

## Галерея

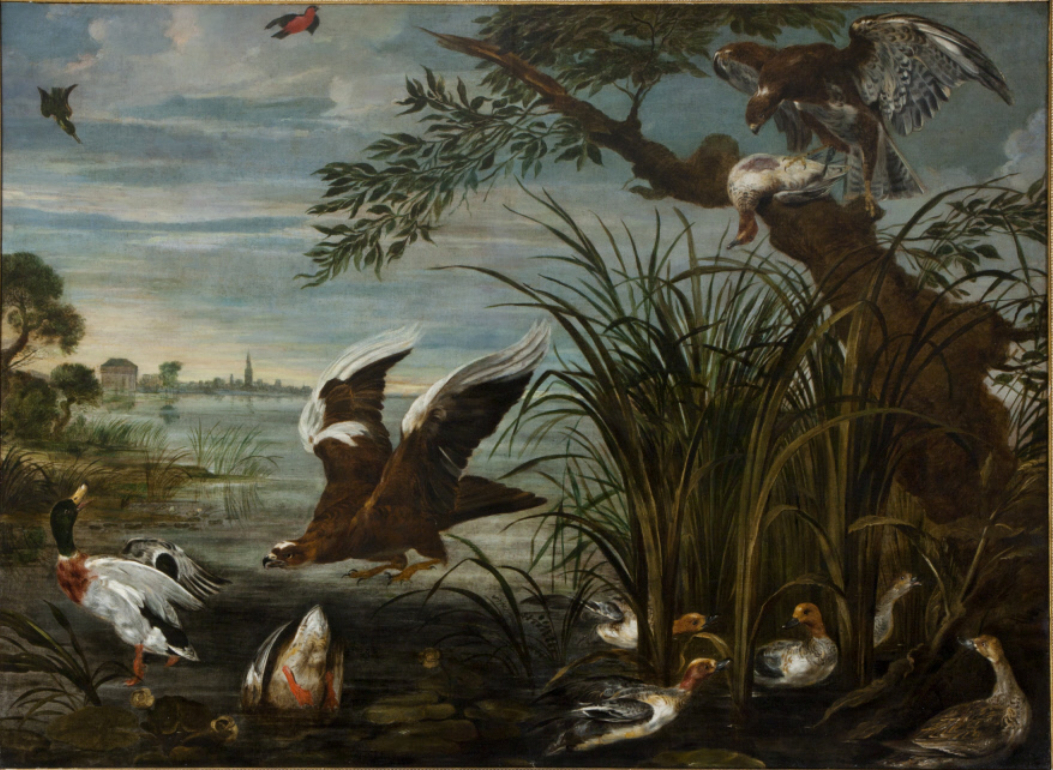
Сцена на реке, где на уток и гусей нападают коршуны. Между 1645 и 1650. Холст, масло. Кедлстоун-холл, Великобритания
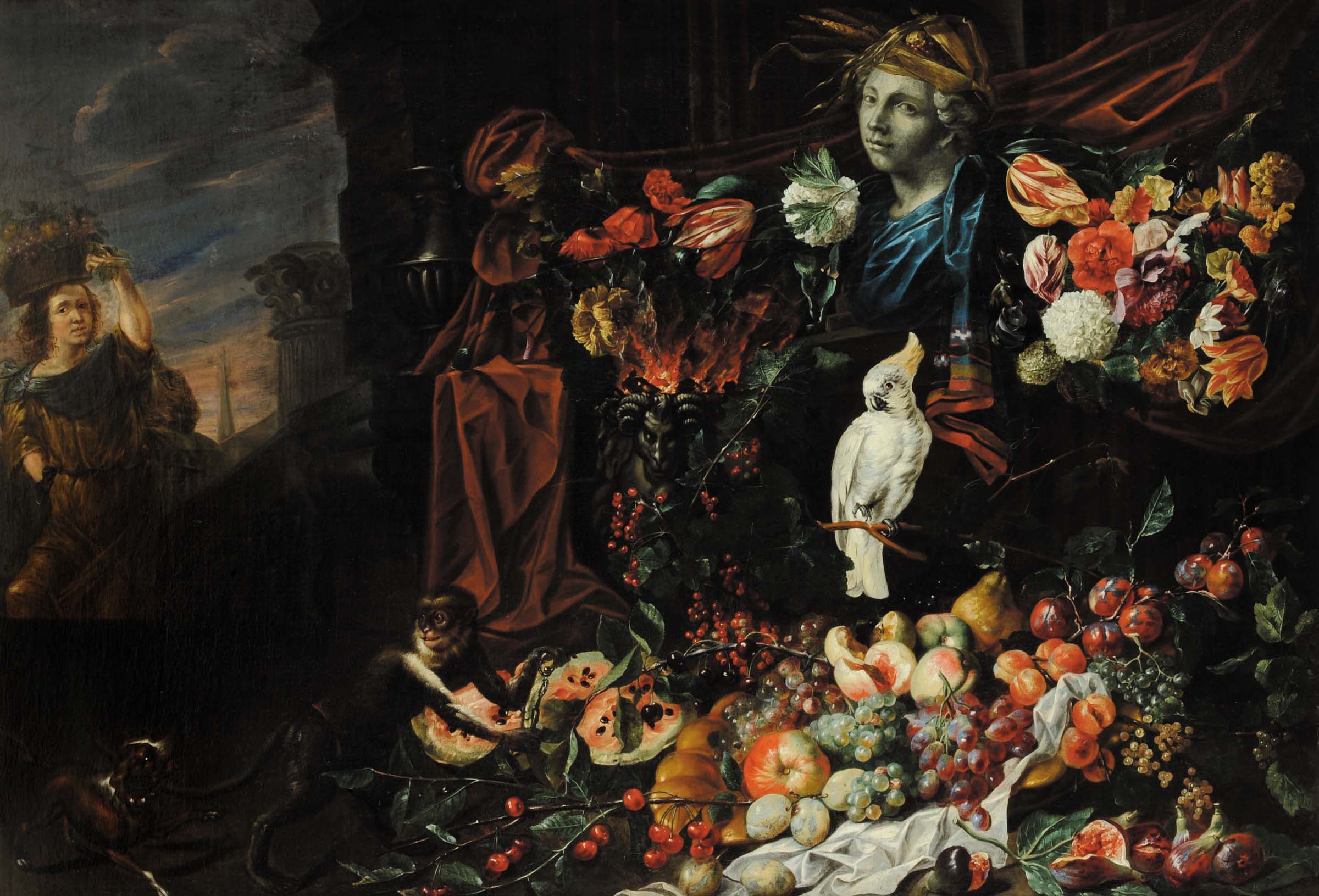
Натюрморт вокруг бюста Цереры. 1653. Холст, масло. Частное собрание
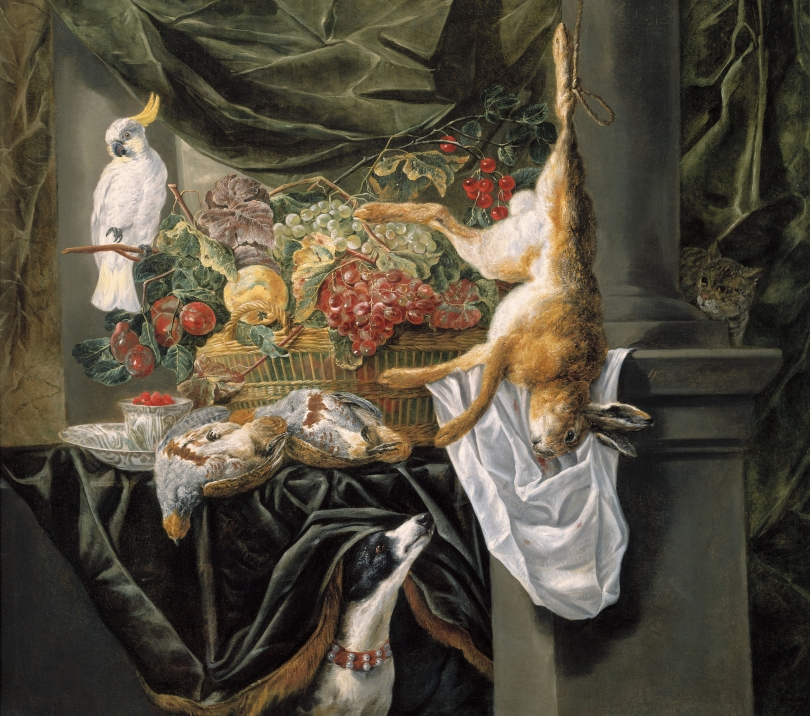
Я. Фейт и Й. Херманс. Натюрморт с фруктами, охотничьими трофеями, попугаем, кошкой и собакой. Между 1645 и 1650. Холст, масло. Частное собрание
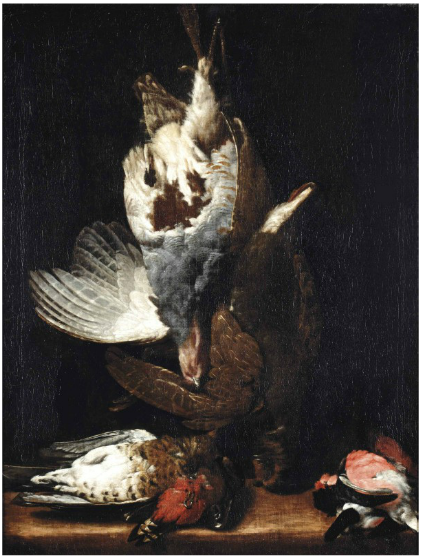
Куропатка и фазан, подвешенные на гвозде, и другие птицы на деревянном выступе. Между 1644 и 1675. Холст, масло. Частное собрание
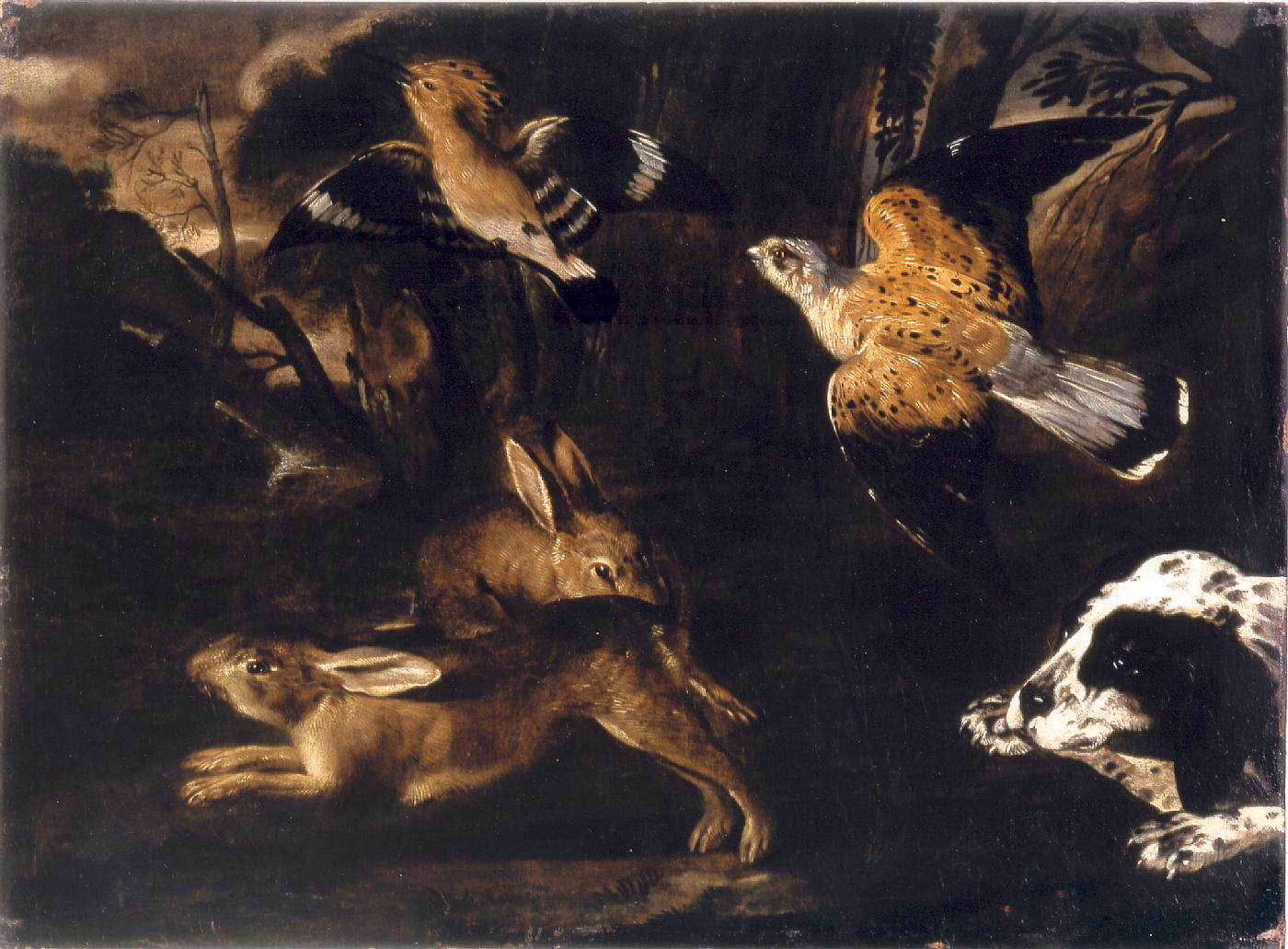
Натюрморт с животными. Между 1644 и 1675. Холст, масло. Частное собрание
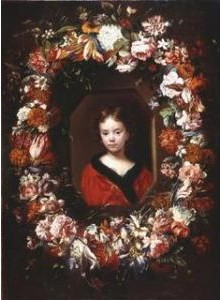
Портрет молодого человека в цветочной гирлянде. Между 1650 и 1660. Холст, масло. Частное собрание